# Mira River
Mira River är ett vattendrag i Kanada.   Det ligger i provinsen Nova Scotia, i den östra delen av landet, 1 200 km öster om huvudstaden Ottawa.

## Omgivningar
I omgivningarna runt Mira River växer i huvudsak blandskog. Runt Mira River är det ganska glesbefolkat, med 34 invånare per kvadratkilometer.